# Regurgitate
Regurgitate — гор-грайнд-группа из Швеции. Группа внесла значительный вклад в развитие этого стиля. Находится группа в г. Стокгольм. Основана группа была в 1990 году. Выпустила четыре студийных альбома, и много сплитов и синглов.

## Участники группы

### Текущие участники
- Урбан Скутт — гитара
- Джок Петтерсон — ударные
- Йоган Йассон — бас
- Рикард Йассон — вокал

### Бывшие участники
- Гленн Сайкс — бас
- Питер Стйянвинд — ударные
- Йоган Хансон — бас
- Матс Нордруп — гитара, ударные

## Дискография

### Компиляции выступлений
- 1999 — Relapse Records Sampler Spring 1999 (Relapse)
- 1999 — Contaminated: Relapse Records Sampler 1999 (Relapse)
- 1999 — Contaminated 3.0 (Relapse)
- 2001 — Requiems of Revulsion: A Tribute to Carcass (Necropolis)
- 2001 — Obscene Extreme 2001 (Obscene)
- 2001 — Contaminated 4.0 (Relapse)
- 2002 — Polar Grinder
- 2002 — Goreland (Black Hole)
- 2003 — Contaminated 5.0 (Relapse)

### Компиляции, написанные группой
- 1999 — Effortless Regurgitation... The Torture Sessions (Relapse Records)
- 2008 — Effortless Regurgitation of Bright Red Blood / Concrete Human Torture (Power It Up)

### Демо и промо
- 1991 — Demo 91
- 1994 — Concrete Human Torture
- 1999 — Promo CD 1999

### Полнометражные альбомы и мини-альбомы
- 1994 — Effortless Regurgitation of Bright Red Blood (Lowland Records)
- 2000 — Carnivorous Erection (Relapse Records/Morbid Records)
- 2002 — Hatefilled Vengeance (Relapse Records)
- 2003 — Deviant (Relapse Records)
- 2006 — Sickening Bliss (Relapse Records)

### Сплиты
- 1992 — Сплит с Vaginal Massaker (Poserslaughter Records)
- 1993 — Сплит с Psychotic Noise (Glued Stamps Records)
- 1994 — Сплит с Grudge (Obliteration Records)
- 1994 — Сплит с Dead (Poserslaughter Records)
- 1996 — Flesh Mangler Split с Intestinal Infection (Noise Variations)
- 2000 — Split с Filth (Panic Records)
- 2001 — Sodomy And Carnal Assault сплит с Gore Beyond Necropsy (No Weak Shit Records)
- 2001 — Scream Bloody Whore сплит с Realized (Stuhlgang Records)
- 2002 — сплит с Cripple Bastards (E.U.'91 Produzioni)
- 2003 — Bonesplicer Сплит с Entrails Massacre (Towerviolence Records)
- 2003 — Corruptured Сплит с Noisear (Regurgitated Semen Records)
- 2003 — 3-Way Live Сплит с Entrails Massacre and Suppository (Blastwork Records)
- 2003 — Bonesplicer/Baltic Thrash Corps Сплит 5" с Entrails Massacre
- 2004 — Сплит с Suppository (Badger Records)
- 2008 — Сплит с Skullhog
- 2009 — Сплит с Dead Infection
- 2010 — Сплит с Atrocity

## Внешние ссылки вИнтернет
- Официальный Сайт
- Regurgitate на Relapse Records
- Regurgitate на Myspace
- Regurgitate на Allmusic